# Bono (Włochy)
Bono – miejscowość i gmina we Włoszech, w regionie Sardynia, w prowincji Sassari. Graniczy z Anela, Benetutti, Bonorva, Bottidda, Bultei, Burgos, Nughedu San Nicolò, Oniferi i Orotelli.
Według danych na rok 2021 gminę zamieszkiwało 3369 osób, 45,20 os./km².